# Џуди Холидеј
Џуди Холидеј (енгл. Judy Holliday) је била америчка глумица, рођена 21. јуна 1921. године у Њујорку, а преминула 7. јуна 1965. године у Њујорк (САД).

## Филмографија
| Год. | Српски назив  | Оригинални назив        | Улога                      |
| ---- | ------------- | ----------------------- | -------------------------- |
| 1938 |               | Too Much Johnson        | Extra                      |
| 1944 |               | Greenwich Village       | Revuer                     |
| 1944 |               | Something for the Boys  | Defense plant welder       |
| 1944 |               | Winged Victory          | Ruth Miller                |
| 1949 | Адамово ребро | Adam's Rib              | Doris Attinger             |
| 1949 |               | On the Town             | Daisy (Simpkins' MGM date) |
| 1950 |               | Born Yesterday          | Emma 'Billie' Dawn         |
| 1952 |               | The Marrying Kind       | 'Florrie' Keefer           |
| 1954 |               | It Should Happen to You | Gladys Glover              |
| 1954 |               | Phffft!                 | Nina Tracey nee Chapman    |
| 1956 |               | The Solid Gold Cadillac |                            |
| 1957 |               | Full of Life            |                            |
| 1960 |               | Bells Are Ringing       |                            |